# Alexandre-Jacques-Laurent Anisson-Dupéron
Pour les articles homonymes, voir Anisson, Dupéron et Anisson-Duperron.
Le comte Alexandre-Jacques-Laurent Anisson, dit « Anisson-Dupéron, né le 26 octobre 1776 à Paris et mort le 2 septembre 1852 à Dieppe, est un haut fonctionnaire et homme politique français.

## Biographie
Issu de la famille Anisson Duperron, il est le fils d’Étienne-Alexandre-Jacques Anisson-Dupéron et de Françoise de Chabenat de Bonneuil.
Il remplit différentes missions en Italie sous le Premier Empire, et fut préfet du département de l'Arno en 1808. Il devint plus tard, successivement, auditeur au conseil d’État, inspecteur général de l’Imprimerie Impériale en 1809, membre de la commission du sceau.
À la première Restauration, il est fait en décembre 1814 maitre des requêtes en service extraordinaire et directeur général de l’Imprimerie royale.
Évincé de l'Imprimerie royale durant les Cent-jours, il y est réintégré par Louis XVIII, à la seconde Restauration et fait maître des requêtes en service ordinaire.
Après l’invasion de 1815, il en sauva les belles fontes de caractères orientaux qui y avaient été transportés de Rome et de Florence, et que les Alliés voulurent enlever à son établissement. Il y obtint, en outre, peut-être comme moyen de l’indemniser des pertes que la Révolution lui avait, disait-on, fait éprouver, la jouissance gratuite du magnifique matériel de cet établissement et de l’immense local où il était situé, à la charge seulement d’entretenir l’un et l’autre à ses frais, de sorte qu’il se trouva imprimeur pour son propre compte et en situation de faire les fournitures de travaux considérables sans avoir à supporter la charge des intérêts de l’énorme capital que représentaient le matériel et les bâtiments mis à sa disposition.
Les imprimeurs brevetés de Paris élevèrent, en 1816, de vives réclamations à ce sujet, prétendant que les avantages qui lui étaient concédés équivalaient à un privilège exclusif, et lui donnaient la faculté d’exercer, au détriment des imprimeries particulières, un monopole dont le gouvernement faisait les frais. Le député Louis Leroux du Châtelet signala lui-même cette disposition à la chambre comme onéreuse pour l’État ; mais pendant plusieurs années, de part ni d’autre, on ne put en obtenir la révocation.
Enfin, justice fut rendue, quoiqu’un peu tard, à qui de droit : l’Imprimerie royale, passant sous la direction d'Étienne-Marie-Louis Michel, baron de Villebois (1777-1857) en 1824, fut administrée, comme jadis, pour le compte du gouvernement.
Aux élections législatives de juillet 1830, il est élu, dans le Puy de Dôme, député de Thiers.
Rallié en 1830 à la Monarchie de juillet, il est réélu député au renouvellement de 1834, cette fois dans la circonscription d'Yvetot, en Normandie, puis réélu et 1837 et 1839, jusqu'en 1842. Il siège à la chambre des députés parmi les soutiens à la monarchie de Louis-Philippe, qui le fait Pair de France, le 9 juillet 1845. Il siège alors à la chambre des Pairs jusqu'à la Révolution de février 1848.
Par quelques publications et par la discussion publique, il a sans cesse combattu pour la liberté des échanges et pour la liberté civile.
On a de lui, notamment, un Essai sur les effets du Traité de Methuen et du Traité de 1786 entre l’Angleterre et la France.
Dans les années 1830, il fit reconstruire, près d'Yvetot, le château de Saint-Aubin-de-Crétot.
Il est inhumé au cimetière du Père-Lachaise (43e division).

### Mariage et descendance
Il épouse à Paris le 4 juillet 1816 Sophie Félicité Brugière de Barante (château de Barante, 24 :mars 1794 - Paris, 2 mai 1889), fille de Claude Ignace Brugière de Barante et de Anne Suzanne Tassin de Villepion. Elle était la sœur de Prosper de Barante. Il eut d'elle cinq enfants :
- Henri François Anisson du Perron (1817 - )
- Eugène-Étienne-César Anisson du Péron, sous-préfet de Saverne (1844) puis de Louviers (Paris, 21 juillet 1818 - château de Saint-Aubin-d'Écrosville, 29 septembre 1864), marié en 1850 avec Zoé Adélaïde Tyrbarbe d'Aubermesnil (1831-1898), sans postérité ;
- Henriette Anisson du Perron (Paris, 5 avril 1823 - Dijon, 19 janvier 1889), mariée en 1842 avec Albert Carrelet de Loisy (1807-1875) ;
- Suzanne Anisson du Perron (1826 - )
- Roger-Léon Anisson-Duperron, conseiller-général et député de la Seine-Maritime (Paris, 27 avril 1829 - Paris 8e, 23 juin 1908), marié à Paris en 1857 avec Catherine de Guenifey (1835-1903), dont postérité[5].